# 阿納托利·克里沃諾日科
阿纳托利·米科拉約維奇·克里沃諾日科（羅馬化：Anatolii Mykolaiovych Kryvonozhko；1965年7月23日—），乌克兰武装部队中将，2024年8月30日起代理武裝部隊空軍司令。在2023年獲頒烏克蘭英雄稱號。

## 軍事生涯
2006年至2008年間任第114战术航空旅旅长。
自2015年起擔任乌克兰武装部队空军中部指揮部司令 。
2023年8月24日，適逢烏克蘭獨立32周年，總統泽连斯基亲自向获克里沃諾日科中将颁发該國最高榮譽——烏克蘭英雄金星勛章。在他的指挥下，区内1160多个空中目标、100多个地面目标和1个水面目标被摧毁。
2024年8月30日起，乌克兰武装部队空军司令尼古拉·奧列修克被辭退，該職位由克里沃諾日科臨時代理。2025年8月3日轉正。

## 軍銜
- 少将（2016年12月5日[10]）
- 中将（2018年10月12日起[11]）

## 榮譽
- 乌克兰英雄“金星”勋章（2023年8月24日[4]）
- 二級博赫丹·赫梅利尼茨基勋章（2023年1月3日[12]）
- 三級博赫丹·赫梅利尼茨基勋章（2022年6月10日[13]）
- 丹尼洛·哈利茨基勛章（乌克兰语：Орден Данила Галицького）（2022年3月19日[14]）

## 出版物
- А.М. Кривоножко, Є.А. Толкаченко, П.В. Опенько.  [開發確定無人機配準光源平移和旋轉運動參數] (PDF). ResearchGate. 烏克蘭武裝部隊科學及技術季刊（乌克兰语：Наука і техніка Повітряних Сил Збройних Сил України）: 79-85. 2020  [2024-08-31]. doi:10.30748/nitps.2020.41.09 （乌克兰语）.
- Кривоножко, А.М & Явтушенко, В.О & Самокіш, А.В & Воробйов, Є. С.  [開發交通條件下基於光流資訊處理的無人機複雜導航方法]. ResearchGate. 武器系統和軍事裝備季刊（Системи озброєння і військова техніка）: 19-23. 2020  [2024-08-31]. doi:10.30748/nitps.2020.41.09 （乌克兰语）.
- Кривоножко, А.М & Романюк, В.М & Дудко, М.В & Руденко, Д. В.  [無人機執行任務時的導航方法]. 哈爾科夫國立科澤杜布空軍大學（乌克兰语：Харківський національний університет Повітряних сил імені Івана Кожедуба）科學論文集: 61-68. 2020  [2024-08-31]. doi:10.30748/zhups.2020.64.09. （原始内容存档于2024-08-31） （乌克兰语）.